# Лыжное двоеборье

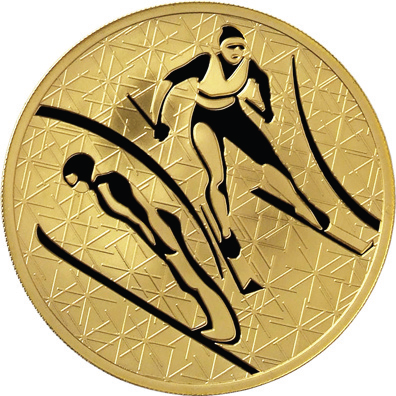
Лыжное двоеборье. Золотая монета ЦБ РФ.

Лы́жное двоебо́рье (англ. Nordic Combined) — олимпийский вид спорта, сочетающий в своей программе прыжки на лыжах с трамплина и лыжные гонки. Другое название — северная комбинация. Изначально наиболее развитым этот вид спорта был в Норвегии: на первых 4 зимних Олимпиадах (1924, 1928, 1932 и 1936) весь подиум занимали норвежцы, а из 12 довоенных чемпионатов мира норвежцы выиграли восемь. По состоянию на окончание Олимпийских игр 2010 года в Ванкувере норвежцы выиграли 11 золотых олимпийских медалей в лыжном двоеборье, на втором месте финны с 4 золотыми медалями.
В последние годы традиционная программа лыжного двоеборья претерпела существенные изменения. На данный момент проводятся две индивидуальные дисциплины: прыжок с обычного или большого трамплина (одна попытка) и лыжная гонка на 10 км свободным стилем. Для каждой из этих дисциплин действуют общие правила с незначительными дополнениями.
Стартовая позиция участников соревнований на лыжной трассе определяется местом, занятым в прыжках с трамплина. Первым уходит на дистанцию победитель, остальным за каждое очко отставания на трамплине начисляется определённое количество секунд (система Гундерсена).
Командный вид — эстафета 4×5 км: каждый из 4 участников команды совершает по одному прыжку, а затем команды уходят со старта лыжной эстафеты с учётом общего результата команды в прыжках.
Ранее и индивидуальные виды, и эстафеты проводились в других форматах: с трамплина участники совершали по три прыжка (в зачёт шли два лучших), а затем бежали 15 км (был также спринт на 7,5 км после одного прыжка). В эстафете спортсмены также совершали по 2 прыжка, а ещё ранее эстафета проводилась в формате 3×10 км.

## Знаменитые двоеборцы

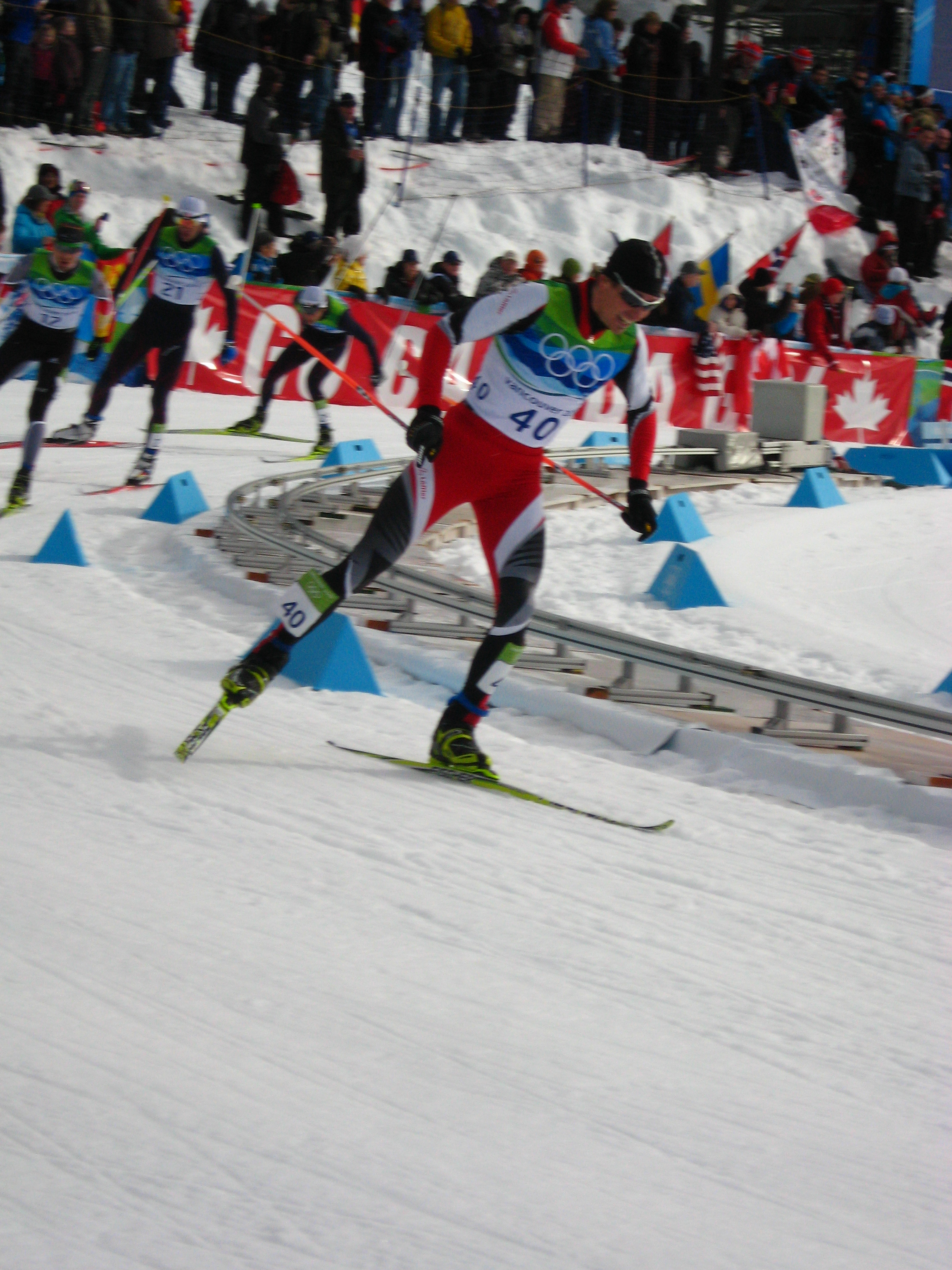
3-кратный олимпийский чемпион Феликс Готтвальд на лыжной трассе на Играх в Ванкувере в 2010 году

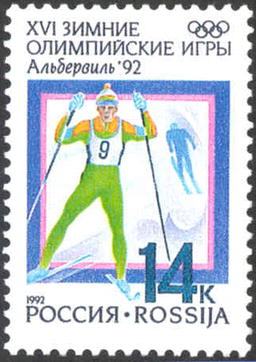
Почтовая марка России 1992 год. Лыжное двоеборье

Рекорд по количеству побед на Олимпийских играх делят финн Самппа Лаюнен, австриец Феликс Готтвальд  и немец Эрик Френцель — по 3. Готтвальд владеет рекордом по общему количеству олимпийских медалей: 7 (3 золота, 1 серебро и 3 бронзы). Кубок мира чаще других — пять раз — выигрывал немец Эрик Френцель.
- Эрик Френцель — трёхкратный олимпийский чемпион, 5-кратный чемпион мира, 5-кратный обладатель Кубка мира
- Йоханнес Ридцек — двукратный олимпийский чемпион и 6-кратный чемпион мира
- Ронни Аккерман — четырёхкратный чемпион мира и 3-кратный обладатель Кубка мира
- Бьярте Энген Вик — двукратный олимпийский чемпион и 5-кратный чемпион мира
- Ульрих Велинг — трёхкратный олимпийский чемпион
- Фабрис Ги — олимпийский чемпион и обладатель Кубка мира
- Феликс Готтвальд — трёхкратный олимпийский чемпион
- Йохан Грёттумсбротен — двукратный олимпийский чемпион и двукратный чемпион мира
- Билл Демонг — олимпийский чемпион и чемпион мира
- Таканори Коно — двукратный олимпийский чемпион и двукратный чемпион мира
- Самппа Лаюнен — трёхкратный олимпийский чемпион
- Фред Бёрре Лундберг — двукратный олимпийский чемпион и трёхкратный чемпион мира
- Ханну Маннинен — олимпийский чемпион, 3-кратный чемпион мира, 4-кратный обладатель Кубка мира
- Яри Мантила — олимпийский чемпион и чемпион мира
- Кэндзи Огивара — двукратный олимпийский чемпион, 4-кратный чемпион мира, 3-кратный обладатель Кубка мира
- Том Сандберг — олимпийский чемпион и двукратный чемпион мира
- Оддбьёрн Хаген — олимпийский чемпион и двукратный чемпион мира
- Марио Штехер — двукратный олимпийский чемпион
- Джейсон Лами-Шаппюи — олимпийский чемпион, 5-кратный чемпион мира, 3-кратный обладатель Кубка мира